# Hermann Valentin (Politiker)
Hermann Valentin (* 19. Dezember 1863 in Harpstedt; † 15. Mai 1913 in Detmold) war ein deutscher Jurist und Politiker im Fürstentum Lippe.

## Leben
Als Sohn eines Arztes geboren, studierte Valentin nach dem Besuch des Kaiser-Wilhelm-Gymnasiums Hannover Rechtswissenschaften, Philologie und Geschichte in Heidelberg und Berlin. Während seines Studiums wurde er 1881 Mitglied der Burschenschaft Frankonia Heidelberg. Nach seinen Examen 1884 und 1889 wurde er Assessor am Landgericht Detmold und 1893 Amtsrichter am Amtsgericht Bad Salzuflen sowie Landrichter am Landgericht Detmold. 1898 wurde er Landgerichtsrat. Von 1904 bis 1910 war er Stadtverordneter in Detmold. 1906 wurde er Abgeordneter im Landtag Lippe, musste aber schon 1907 sein Mandat aus gesundheitlichen Gründen wieder aufgeben. 1913 ging er in den Ruhestand und starb kurze Zeit später.